# Гагарина, Прасковья Юрьевна
Княгиня Прасковья Юрьевна Гагарина (Кологривова, урожд. княжна Трубецкая, 1762 — 24 апреля 1848, Санкт-Петербург) — известная красавица, первая русская воздухоплавательница, внучка генерал-фельдмаршала Н. Ю. Трубецкого.

## Биография
Дочь действительного тайного советника князя Юрия Никитича Трубецкого (1736—1811), прозванного по любимому его присловью «Тарара», и Дарьи Александровны Румянцевой — сестры фельдмаршала П. А. Румянцева-Задунайского. Воспитывалась в Смольном институте, который окончила в 1782 году.
Первым браком была замужем за полковником, затем генерал-майором князем Фёдором Сергеевичем Гагариным (1757—1794). Во время русско-турецкой войны сопровождала мужа в Яссы, где прославилась тем, что дала пощёчину светлейшему князю Г. А. Потёмкину (что сошло для супругов безнаказанно). Впоследствии последовала за мужем в Польшу, где её муж был убит во время «Варшавской заутрени» (восстание в апреле 1794 г.), а сама Прасковья Гагарина заключена под стражу, где и находилась в течение полугода — до взятия Варшавы А. В. Суворовым. В плену родила дочь Софью.
Овдовев, Прасковья Гагарина поселилась в Москве. Образ жизни её известен по мемуарам современников, в частности — по свидетельству Вигеля: «Долго отвергала она всякие утешения, в серьге носила землю с могилы мужа своего; но вместе с твердостью имела она необычайные, можно сказать, невиданные живость и веселость характера; раз предавшись удовольствиям света, она не переставала им следовать».
Среди её поклонников были И. M. Долгоруков и Н. М. Карамзин. Оба посвящали ей стихи. Четверостишие Долгорукова, иногда приписываемое ошибочно Карамзину, считается классическим образцом старинной альбомной поэзии:

Парашу вечно не забуду, 

Мила мне будет навсегда, 

К ней всякий вечер ездить буду,

А к Селимене никогда.

Карамзин, имевший в своих ухаживаниях полный успех, адресовал возлюбленной два больших стихотворения, «К неверной» и «К верной», отражающих перемены его настроения в этой любовной истории. «Любовь Карамзина к княгине Гагариной была глубоким и серьёзным чувством, более того, он сделал ей предложение и уже строил в воображении картины их будущего семейного счастья. Гагарина тоже поддалась на какое-то время этим мечтам, но затем натура пересилила, и она закрутила новый роман».
Долгоруков в поздних мемуарах рассказывал, что княгиня Гагарина «смолоду была женщина взбалмошная и на всякую проказу готовая». 8 мая 1804 года вместе с Александрой Турчаниновой она поднялась в воздух на воздушном шаре, построенном французом Гарнереном, и приземлилась в имении Вяземских Остафьеве (впоследствии владелец имения, П. А. Вяземский, стал её зятем). Воздушный шар долгое время хранился в имении, а П. А. Вяземский шутил, что он стал знаменит благодаря тому, что в его имении приземлилась Гагарина. Как считали современники, именно Прасковья Юрьевна была выведена под именем Татьяны Юрьевны в комедии Грибоедова «Горе от ума»:
 Татьяна Юрьевна!!! Известная, — притом

 Чиновные и должностные —

 Все ей друзья и все родные;

 К Татьяне Юрьевне хоть раз бы съездить вам…

 Как обходительна! добра! мила! проста!

 Балы дает нельзя богаче

 От Рождества и до Поста,

 И летом праздники на даче.

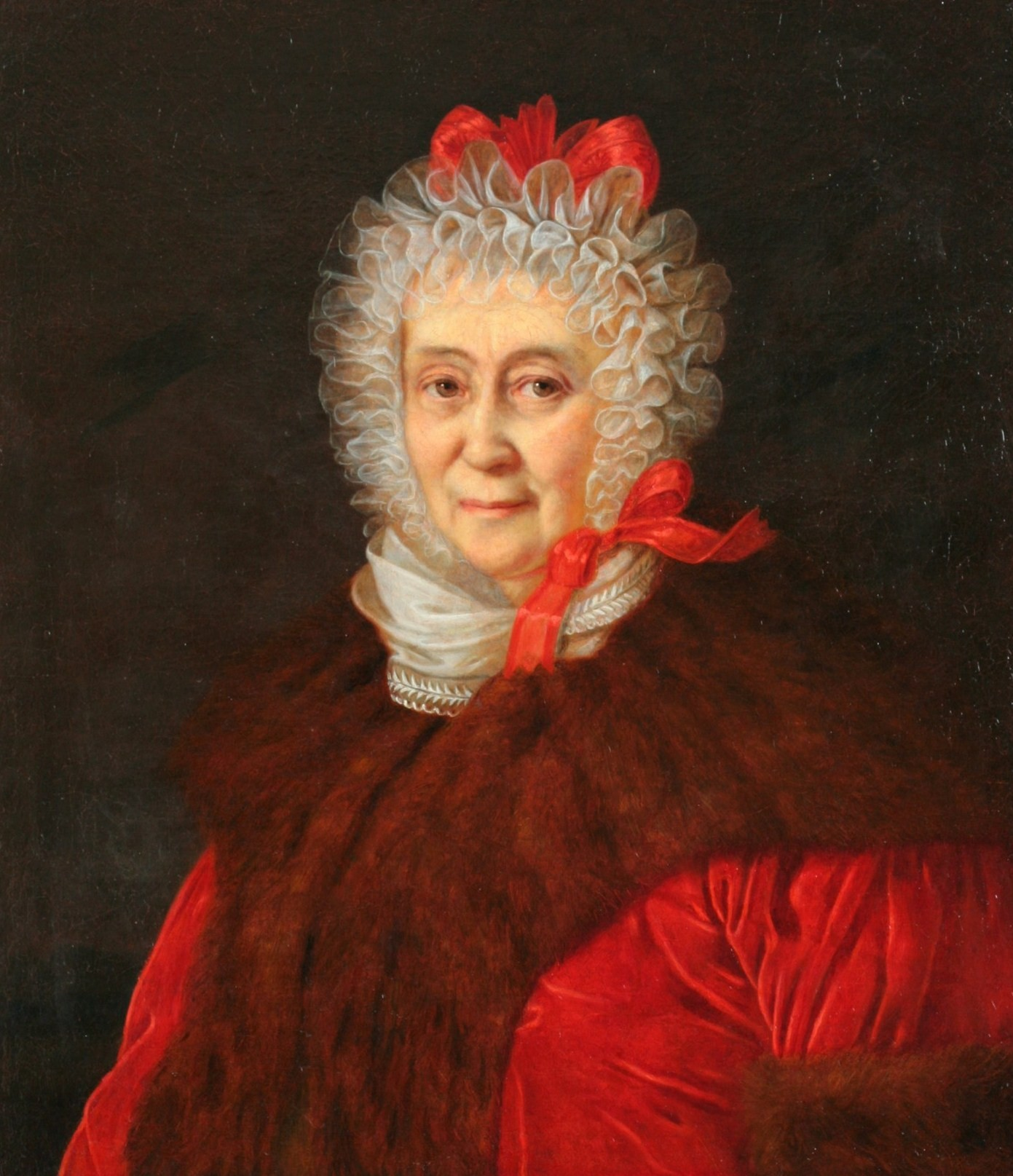
Прасковья Кологривова в старости

Около 1805 года Прасковья Юрьевна вышла замуж за влюбившегося в неё богатого помещика, отставного кавалергардского полковника Петра Александровича Кологривова (1770—1852). Вигель, рассказывая историю их женитьбы, замечал: «Он был в неё без памяти влюблен… Надобно было иметь необыкновенную привлекательность, чтобы в утробе этого человека расшевелить нечто нежное, пламенное… Я не знавал человека более его лишенного чувства, называемого такт: он без намерения делал грубости, шутил обидно и говорил невпопад».
По словам декабриста Завалишина, Прасковья Юрьевна «прославилась особенно тем, что муж её, однажды спрошенный на бале одним высоким лицом, кто он такой, до того растерялся, что сказал, что он муж Прасковьи Юрьевны, полагая, вероятно, что это звание важнее всех его титулов». Несмотря на не очень лестную характеристику современников, Кологривов был хорошим хозяином, тот же Вигель называл его «великим хлопотуном и дельцом». Он устроил сыновей Прасковьи Юрьевны на военную службу, а дочерей удачно выдал замуж.
Спасаясь от войны 1812 года, Прасковья Юрьевна с мужем и дочерьми жила в Пензе, где удивляла всех роскошью. По словам современницы, «г-жа Кологривова со своими дочерьми, появлялась в обществе в шёлковых платьях, сама вся decolletee и в пышном наряде». В 1814 году Кологривовы вернулись в Москву и поселились в доме на Живодёрке. Свой дом они держали открытым, давали званые обеды и вечера, а гостеприимная хозяйка «со своим вечным смехом» умело веселила гостей. В феврале 1818 года в своем доме Кологривовы принимали императора Александра I.

Последние годы своей жизни Прасковья Юрьевна провела в Санкт-Петербурге в собственном доме на Конногвардейском бульваре, где и скончалась 22 апреля 1846 года. Похоронена в калужском имении Жарки у Михалоархангельской церкви в селе Лосенки. Её зять Вяземский писал:
Мы лишились Прасковьи Юрьевны Кологривовой. Она умерла с большой твердостью, спокойствием и ясностью духа, и с любовью к жизни и окружающим её, но с покорностью к воле Провидения.

## Дети
От первого брака имела двух сыновей и четырёх дочерей, названных в честь святых:
- Федор Федорович (1786—1863), генерал-майор.
- Василий Фёдорович  (1787—1829), масон, в 1811 году уволен со службы в чине штабс-капитана, в 1827—1828 годах жил во Франции и Италии, где поправлял здоровье.
- Вера Федоровна (1790—1886), вышла замуж за П. А. Вяземского, наследница имения Жарки отчима П. А. Кологривова.
- Надежда Федоровна (1792—1883), жена с 1809 года князя Б. А. Святополк-Четвертинского (1784—1865).
- Любовь Федоровна  (1793—18 ?), вышла замуж за Б. В. Полуэктова.
- София Федоровна  (1794—1855), вышла замуж за В. Н. Ладомирского, сына екатерининского фаворита И. Н. Римского-Корсакова от гражданского брака с графиней Строгановой. До своей смерти владела бывшей усадьбой Римского-Корсакова Братцево.

Дети
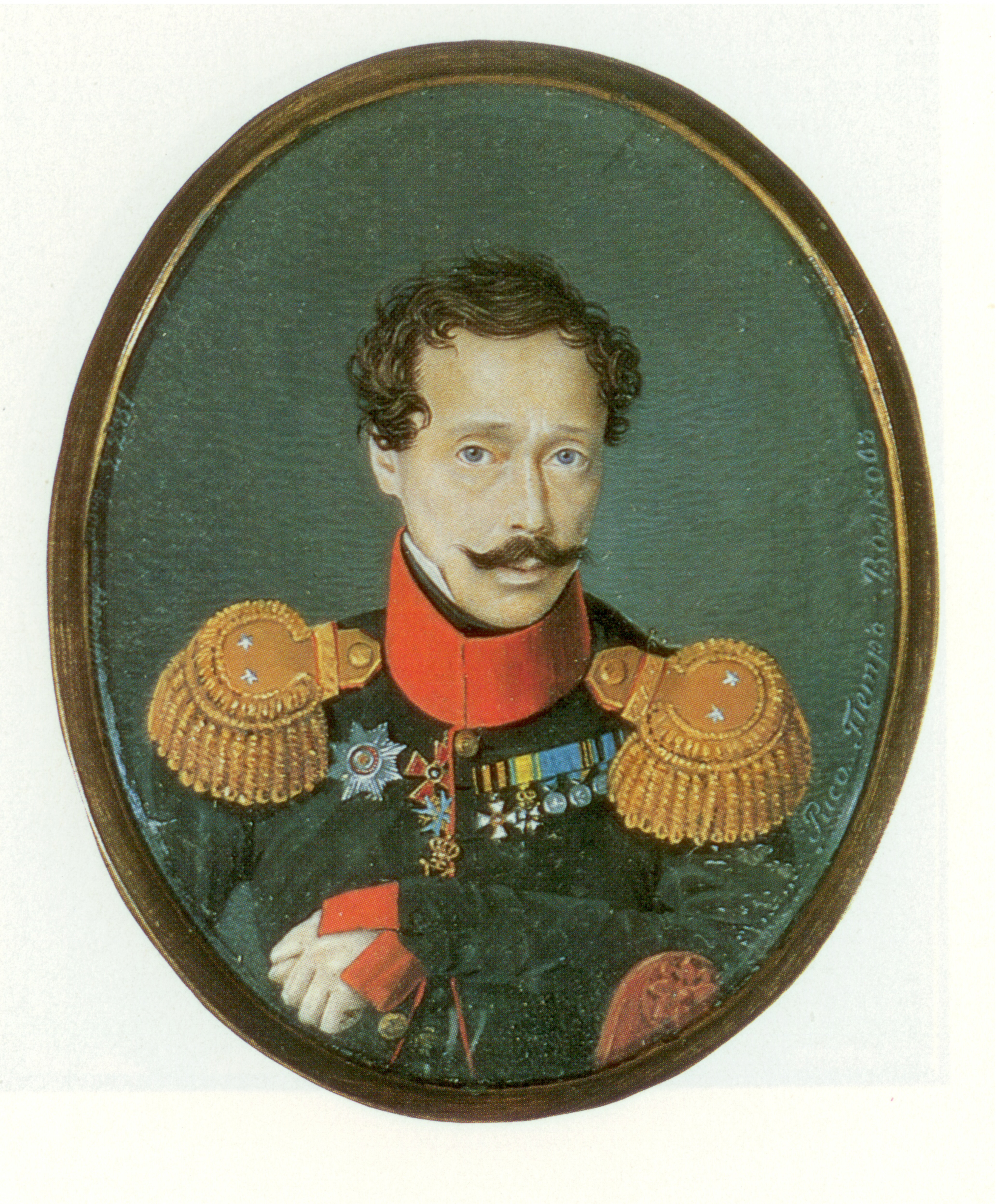
Фёдор
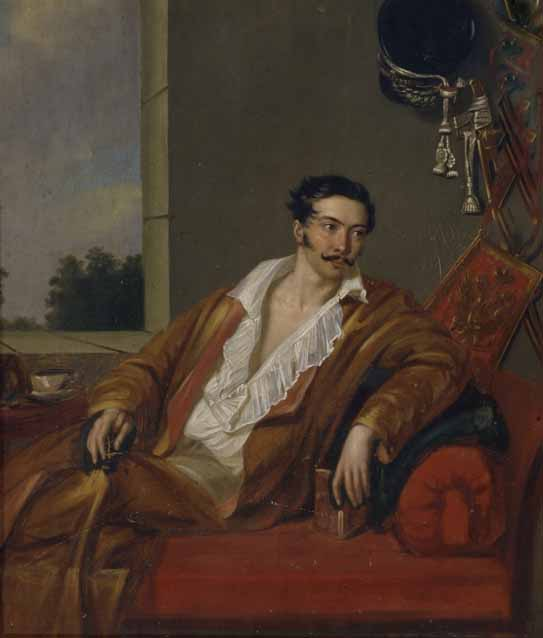
Василий
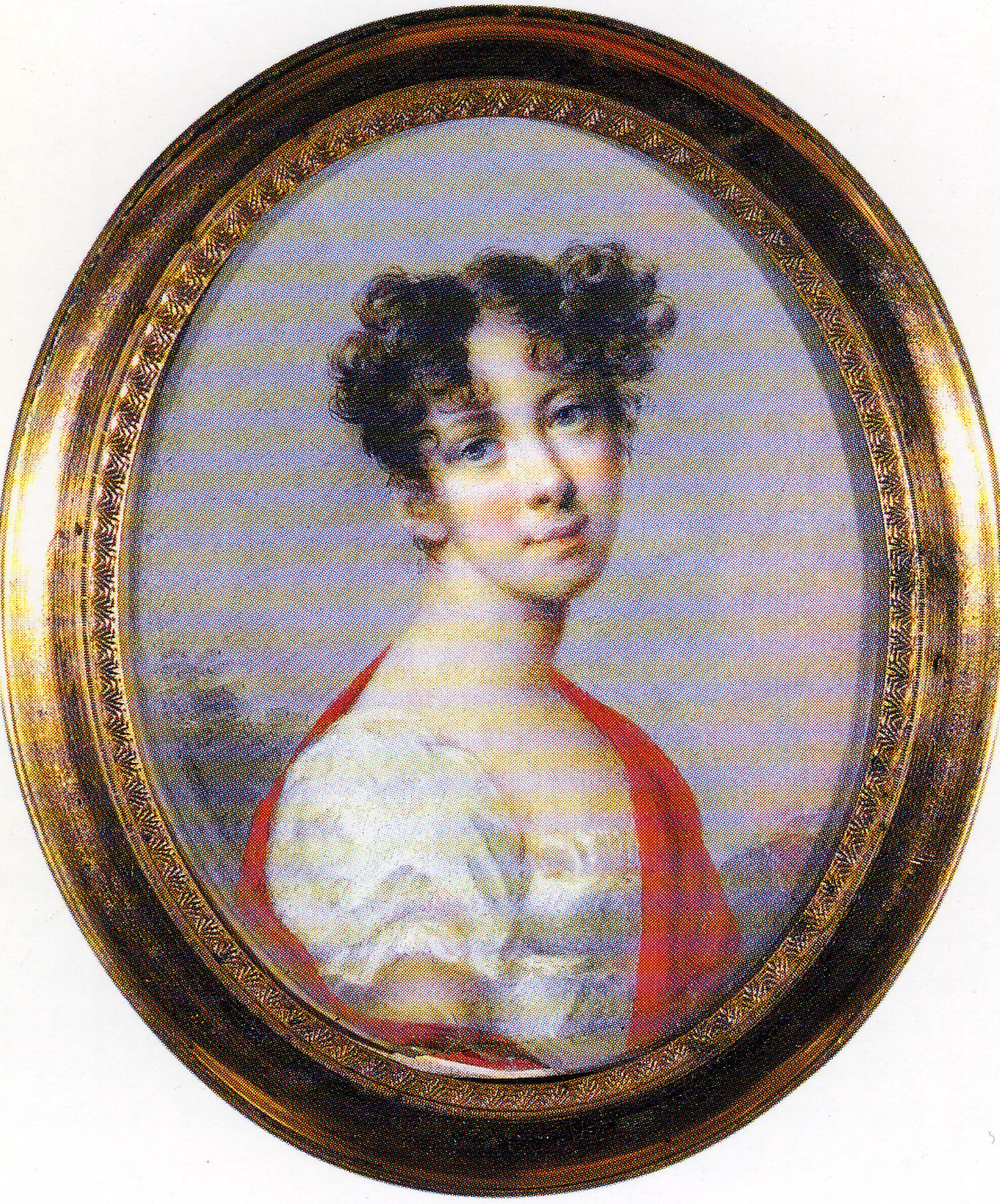
Вера
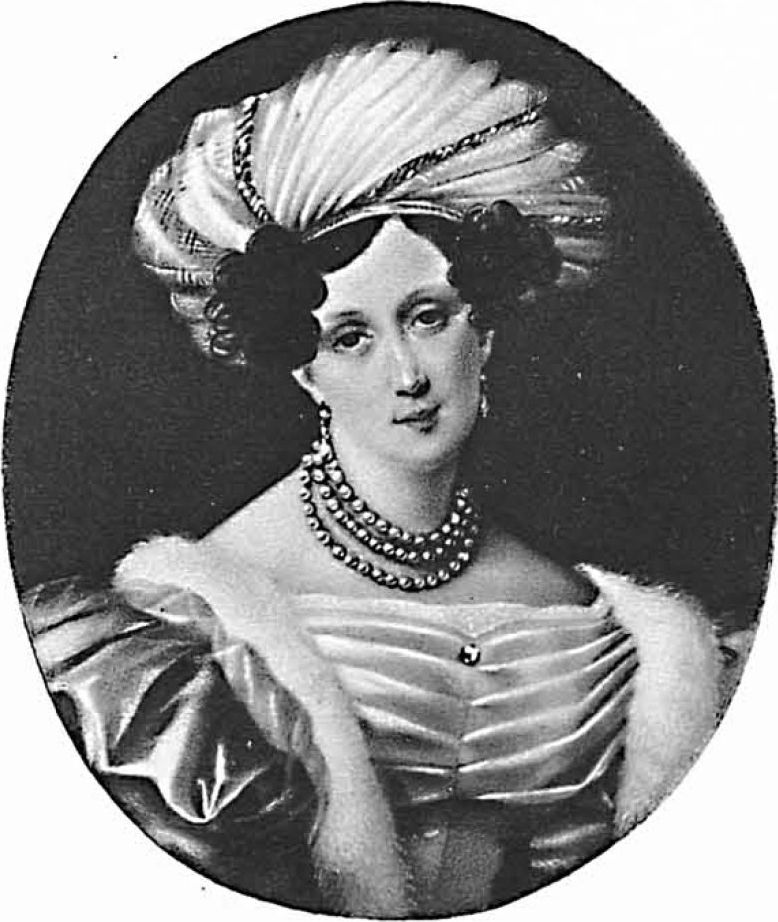
Надежда
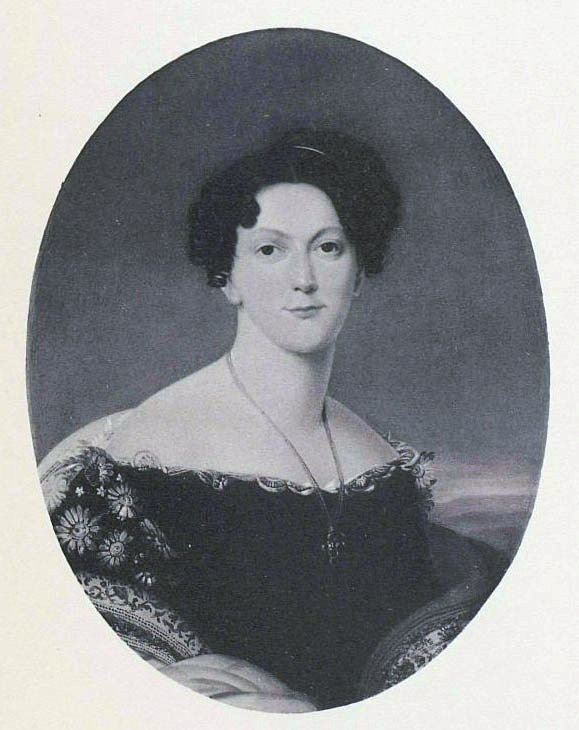
София